# Euenantiornithes
Euenantiornithes es un superorden de dinosaurios terópodos perteneciente al clado aves que existió durante el período Cretácico, en lo que hoy es Europa, América y Asia. Son las aves más modernas entre los Enantiornithes, el grupo dominante durante el Mesozoico.

## Clasificación
Euenantiornithes fue definido por Chiappe (2002) como todas las aves más próximas a Sinornis que a Iberomesornis, excluyendo a especies como Iberomesornis romerali y Noguerornis gonzalezi. Esta definición es algo controvertida.

### Taxonomía
Euenantiornithes basales
- Eoalulavis (Cretácico inferior)

Euenantiornithes incertae sedis
- Boluochia (Cretácico inferior) - catayornitiformes?
- Concornis (Cretácico inferior) - catayornitiformes? enantiornitiformes?
- Cuspirostrisornis (Cretácico inferior)
- Enantiornithes gen. et sp. indet. CAGS-IG-04-CM-007 (Xiagou, Cretácico inferior de Mazongshan, China)[1]
- Eoenantiornis (Cretácico inferior)
- Largirostrornis (Cretácico inferior)
- Longchengornis (Cretácico inferior)
- Longirostravis (Cretácico inferior)
- Hebeiornis (Cretácico inferior) - posiblemente un nomen nudum; si fuere válido, incluye Vescornis
- Enantiornithes gen. et sp. indet. RBCM.EH2005.003.0002 (Northumberland, Cretácico superior de Hornby Island, Canadá)[2]
- Gurilynia (Cretácico superior) - enantiornitiformes?
- Halimornis (Cretácico superior)
- Lectavis (Cretácico superior) - enantiornitiformes?
- Lenesornis (Cretácico superior)
- Neuquenornis (Cretácico superior) - catayornitiformes? avisáurido?
- Yungavolucris (Cretácico superior) - enantiornitiformes?
- Familia Kuszholiidae
- Orden Alexornithiformes
- Orden Cathayornithiformes
- Orden Enantiornitiformes
  - Familia Enantiornithidae
    - Enantiornis (Cretácico superior)

  - Familia Avisauridae
    - Avisaurus (Cretácico superior)
    - Soroavisaurus (Cretácico superior)
- Orden Gobipterygiformes
- Orden Longipterygiformes Zhang et al., 2001
  - Boluochia
  - Camptodontus[3]
  - Longipteryx
  - Longirostravis
  - Rapaxavis
  - Shanweiniao
  - Shengjingornis[4]

Euenantiornithes dudosos

No está claro si los siguientes son Euenantiornithes:
- Enantiornithes gen. et sp. indet. MZ unnumbered (Adamantina, Cretácico superior de Presidente Prudente, Brasil) - enantiornitiforme?
- Enantiornithes gen. et sp. indet.  Patrick Mechin collection 606 (Cretácico superior de Bastide-Neuve, Francia) - alexornitiforme?[5]

Aves que presentan algunos caracteres usuales entre los Euenantiornithes:
- Nanantius (Cretácico inferior -? superior) - enantiornitiforme?
- Abavornis (Cretácico superior)
- Explorornis (Cretácico superior)
- Horezmavis (Cretácico superior de Kyzyl Kum, Uzbekistán) - gobipterigiforme?
- Incolornis (Cretácico superior)
- Family Zhyraornithidae - enantiornitiformes?